# Ochrembia wagneri
Ochrembia wagneri är en insektsart som först beskrevs av Luisa Eugenia Navas 1923.  Ochrembia wagneri ingår i släktet Ochrembia och familjen Archembiidae. Inga underarter finns listade i Catalogue of Life.